# Acacia intricata
Acacia intricata é uma espécie de leguminosa do gênero Acacia, pertencente à família Fabaceae.